# Duché de Schweidnitz-Jauer
1274–1392
Entités précédentes :
- Duché de Liegnitz

Entités suivantes :
- Couronne de Bohême

Le duché de Schweidnitz-Jauer (en polonais : księstwo świdnicko-jaworskie ; en allemand : Herzogtum Schweidnitz-Jauer) est un ancien duché vassal silésien, fief du royaume de Pologne sous la dynastie Piast, dont le lieu de résidence était à Jauer puis à Schweidnitz, villes de Basse-Silésie.  
Né en 1274 lors de la séparation du duché de Liegnitz, le duché de Jauer était rattaché à celui-ci de Schweidnitz de manière permanente à partir de 1346. Schweidnitz-Jauer était le dernier duché silésien soumis à la suzeraineté de la couronne de Bohême, à la mort du duc Bolko II en 1368. Lorsque, en 1392, sa veuve Agnès de Habsbourg est décédée, les territoires par le droit de déshérence reviennent aux rois de Bohême.

## Historique

Les duchés silésiens en 1273/1277, Jauer en rouge.

Le duché de Jauer est créé en 1274, du vivant de Boleslas II le Chauve, duc silésien issu de la maison Piast. Lors du partage de la Silésie en 1248, Boleslas avait reçu le duché de Liegnitz ; quand il établit son fils aîné Henri V le Gros co-régent, il lui remit la partie sud autour de Jauer. Ses possessions comprenaient également les villes de Bolków, Kamienna Góra, Lubawka, Lwówek et Świerzawa ; en 1277, la ville de Strzegom a été ajoutée. Après la mort de Boleslas II en 1278, Henri devient duc de Liegnitz et les domaines de Jauer sont allés à ses frères cadets Bolko Ier et Bernard l’Adroit. En 1281, Bernard reçoit les domaines de Lwówek qui ont été réintégrés dans le duché de Jauer à la suite de sa mort cinq ans plus tard. 
Le duché de Schweidnitz est né quand en 1290 Henri V le Gros est nommé duc de Silésie à Breslau par le roi Venceslas II de Bohême. Henri V espérait bénéficier du soutien de son frère au conflit avec leur cousin, le duc Henri III de Głogów, et il lui a donné la partie sud de son duché, avec les villes de Schweidnitz, Ziębice, Ząbkowice, Strzelin et Dzierżoniów à Bolko Ier. Toutefois, en 1293, Henri de Głogów réussit à faire enlever Henri V et à l’emprisonner dans son château, jusqu’au moment où celui-ci accepte de lui céder une grande partie de son duché. 

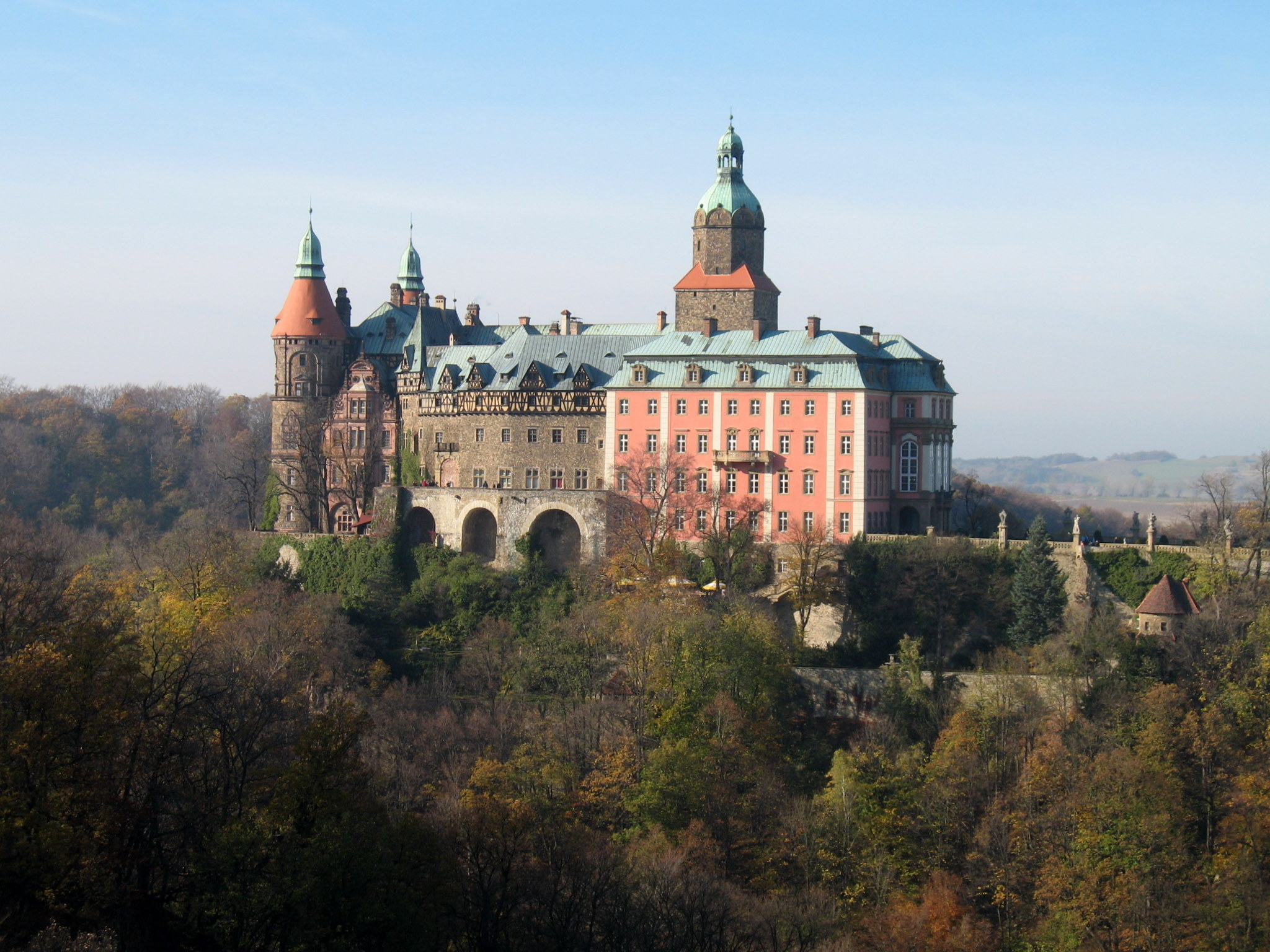
Le château de Książ.

Pendant la guerre et l’emprisonnement de son frère, Bolko Ier reste à l’écart du conflit. Il a créé sa résidence à Schweidnitz et au château de Książ près de Wałbrzych. Son duché est dévolu à ses fils à sa mort en 1301, mais en 1308 Schweidnitz est attribué à Bernard de Świdnica, tandis que Jauer est donné à son frère cadet Henri en 1314. Les deux duchés ont été réunifiés à la mort de Henri de Jauer en 1346.  Le plus jeune, Bolko II, reçoit Ziębice en 1321 et il est le premier à se proclamer « duc de Münsterberg ». 
Bien que le roi polonais Casimir le Grand avait renoncé aux duchés de Silésie en faveur du royaume de Bohême par le traité de Trenčín en 1335, le duché de Schweidnitz-Jauer existe de façon indépendante jusqu'en 1392. À la mort du duc Bernard de Schweidnitz en 1326, ses fils Bolko II le Petit et Henri II († 1343) sont corégents du duché. Bolko II avait tardé à reconnaître le roi Jean Ier de Bohême son suzerain ; finalement, en 1348, il fit la paix avec son fils, Charles IV. La nièce de Bolko, Anne de Schweidnitz, fille du duc Henri II, a épousé Charles cinq ans plus tard. Le 5 avril 1355, elle a été couronnée impératrice du Saint-Empire à la basilique Saint-Pierre de Rome. En 1361, elle a donné naissance au prince héritier, Venceslas IV.
Bolko II meurt en 1368 sans descendance. Sa nièce Anne était décédé en 1362 déjà et ainsi le patrimoine de Schweidnitz-Jauer passa à son fils Venceslas IV. Néanmoins, la veuve de Bolko, Agnès de Habsbourg (1315-1392), en obtient l'usufruit ; le duché devient alors vassal de la couronne de Bohême et fut intégré au Saint-Empire romain.

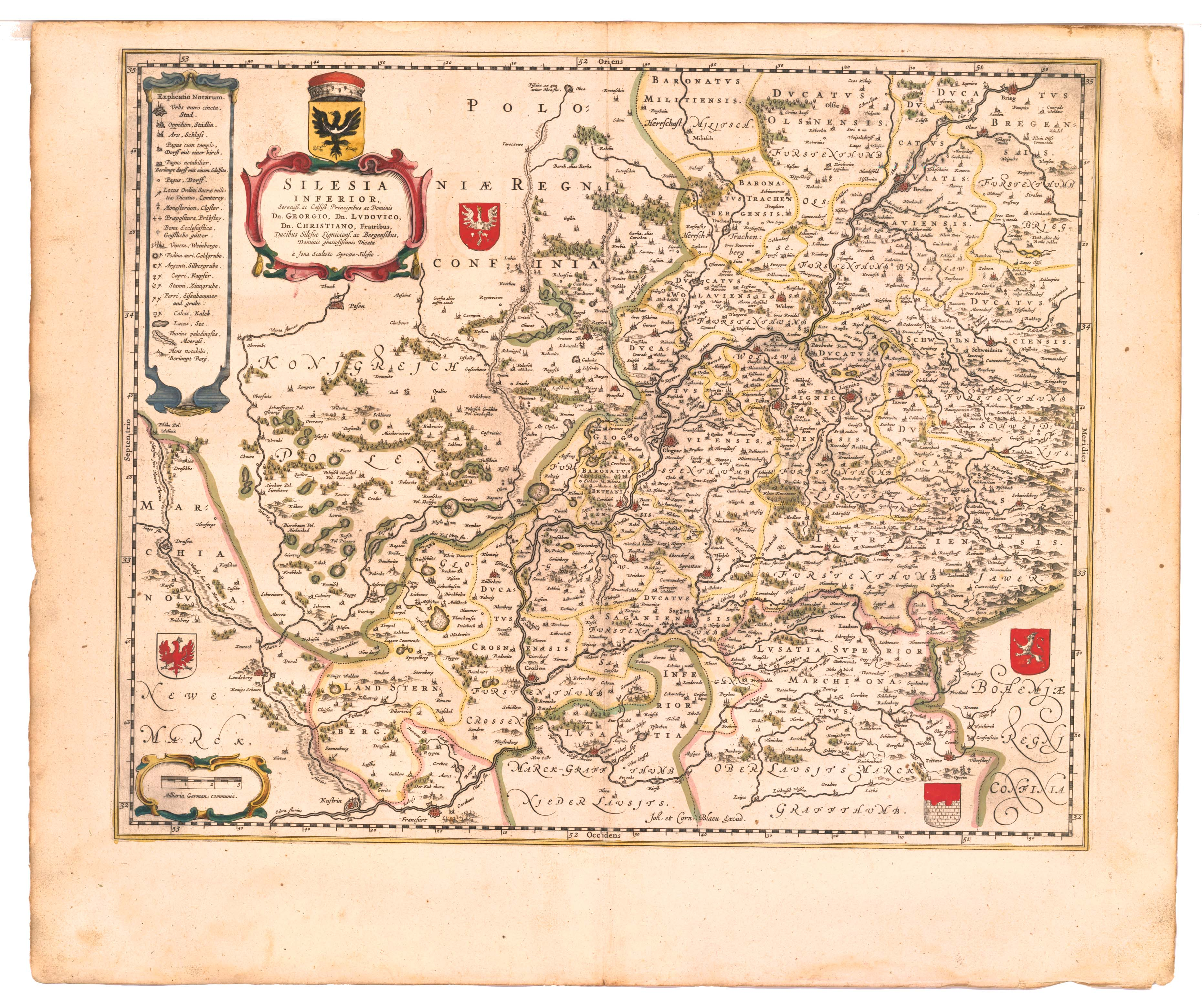
La Basse-Silésie en 1645.

Il reste aux pays de la couronne de Bohême qui appartenaient à la monarchie de Habsbourg de 1526 jusqu'en 1742, date à laquelle, après la défaite de Marie-Thérèse à la première guerre de Silésie de 1740-1742, il est dévolu à la Prusse de Frédéric le Grand. Partie intégrante de la Silésie prussienne, ses territoires sont intégrés à l'Allemagne, lorsque le Reich est créé en 1871 et que la Prusse et la Silésie en sont des territoires significatifs. Selon les accords de Potsdam en 1945, la majeure partie de la Silésie est rendue à la république de Pologne.

## Ducs de Schweidnitz-Jauer
Jusqu'en 1273, le duché faisait partie du duché de Liegnitz.
- 1274-1278 Henri V le Gros (Henryk V Brzuchaty), fils de Boleslas II le Chauve, duc de Jauer de 1274 à 1278, duc de Liegnitz de 1278 à 1296, duc de Breslau de 1290 à 1296 ;
  - 1278-1301 Bolko Ier le Sévère (Bolko I Surowy), frère d'Henri V le Gros, duc de Jauer à partir de 1278 (de 1281 à 1285, il perd Lwówek Śląski au profit de son frère Bernard l'Adroit), duc de Schweidnitz à partir de 1291, régent de Breslau et de Liegnitz à partir de 1296 ;
  - 1278-1285 Bernard l'Adroit (Bernard Zwinny), frère de Bolko Ier le Sévère, duc de Jauer de 1278 à 1281, duc de Lwówek Śląski à partir de 1281 ;
- 1301-1305 Hermann Ier de Brandebourg (Herman Brandenburski), beau-frère de Bolko Ier, régent ;
- 1305-1312 Bernard (Bernard Świdnicki), fils de Bolko Ier, duc de Jauer, de Schweidnitz et de Münsterberg ;
  - 1312-1326 Bernard (Bernard Świdnicki), duc de Świdnica et de Ziębice jusqu'en 1322, ensuite duc de Schweidnitz après avoir donné Münsterberg à son frère Bolko II ;
  - 1312-1346 Henri Ier (Henryk I Jaworski), frère de Bernard, duc de Jauer ;
- 1326-1368 Bolko II (Bolko II Mały), fils de Bernard, il règne avec son frère Henri II de Świdnica (Henryk II Świdnicki) jusqu'en 1343/5 - duc de Jauer à partir de 1346, duc de la moitié du duché de Brzeg et d'Oława à partir de 1358, duc de Siewierz à partir de 1359, margrave de la Basse-Lusace à partir de 1364 ;
- 1368-1392 Agnès de Habsbourg (Agnieszka Habsburska), veuve de Bolko II, duchesse de Schweidnitz et de Jauer.

En 1392, le duché de Schweidnitz-Jauer est annexé par la couronne de Bohême.